# Jan Belle
Jan Belle, actif vers 1545 - 1566, est un compositeur de l'école polyphonique néerlandaise.

## Vie et Œuvre
En 1546-1547, Belle fut maître des enfants de chœur (magister duodenorum) à la collégiale Sainte-Croix de Liège et était apparemment considéré comme originaire de Louvain (de Lovanio). 
L'imprimeur et éditeur Jacob Baethen, alors établi à Maastricht, publia en 1552 ce que fut probablement sa première publication musicale : Musices encomion, un ouvrage sur la théorie de la musique. 
Belle peut avoir été maître de chapelle (succentor) de l'église Notre-Dame de Saint-Trond entre 1563 et 1566. 
Six compositions à quatre voix ont paru, en 1572, chez l'imprimeur Peeter Phalesius de Louvain, dans un recueil de chansons néerlandaises, le Duijtsch musijck boeck, publié en collaboration avec Jan Bellerus d'Anvers.  Ces chansons sont : 
- (nl) Fluer van alle vrouwen soet (Fleur parmi toutes les femmes douces) ;
- (nl) Ick en can mij niet bedwinghen (Je ne peux pas résister) ; attribuée à Joannes Zacheus dans le recueil de 1554 de Jacob Baethen ;
- (nl) Int groen, int groen, met u alderliefste (Dessus l’herbette, dessus l'herbette, ma plus douce amie) ; réapparaît dans l'édition de 1636 du Septiesme livre des chansons à quatre parties, publié par les héritières de Pierre Phalèse[4] ;
- (nl) Laet ons nu al verblijden in desen soeten tijt (Réjouissons-nous, maintenant, en ce doux temps) ; réapparaît dans l'édition de 1636 du Septiesme livre des chansons à quatre parties, publié par les héritières de Pierre Phalèse[5] ;
- (nl) O amoureusich mondeken root (Ô, bouche rouge et amoureuse) ;
- (nl) O doloreux herte met druck beladich (Ô, cœur douloureux tant accablé)[3].

## Ressources